# Financietoren
De Financietoren (Frans: Tour des Finances), vaak FINTO genoemd, is een kantoorgebouw langs de Kleine Ring in Brussel, aan de kruising van de Kruidtuinlaan en de Koningsstraat.
Met zijn 144 meter hoogte is het gebouw het op een na hoogste van België, na de Zuidertoren. Als men rekening houdt met de zendmast van de VRT en RTBF is hij met 174 meter het hoogste punt van Brussel. De toren werd in 1982 gebouwd en heeft sindsdien onderdak geboden aan de ambtenaren van het ministerie van Financiën. De toren was het sluitstuk van de bouw van het Rijksadministratief Centrum en werd evenals dit centrum ontworpen door de architecten Hugo Van Kuyck, Marcel Lambrichs en Léon Stynen. Bij de bouw werd tussen 1968 en 1972 eerst het niveauverschil van 13 meter tussen het hoogste en het laagste punt van het bouwterrein aangepakt. De funderingen zitten 26 meter diep in de ondergrond, wat complex was door de aanwezigheid van veel grondwater en de nabijheid van de Noord-Zuidverbinding. Tussen 1974 en 1978 lag de bouw grotendeels stil door budgettaire problemen van de overheid. In 1983 werd de toren in gebruik genomen.
Ten noorden van het kantoorgebouw ligt de Kruidtuin, ten oosten staan het Galileigebouw en ten westen staat het Pachecogebouw.

## Verkoop aan Breevast
Onder de regering-Verhofstadt I in 2001 verkocht de Regie der Gebouwen de toren voor € 276,5 miljoen aan de vastgoedbedrijven Breevast en ZBG Group of Companies, beide in handen van de Nederlander Frank Zweegers. Ook het Rijksadministratief Centrum volgde dezelfde weg. De nieuwe eigenaar zou de Financietoren renoveren en de overheid zou hem voor 33 jaar huren (vaak een sale and lease back-operatie genoemd, hoewel er geen optie was om na afloop van de huur opnieuw eigenaar te worden). In 2002 werd een huurovereenkomst gesloten met de groep. De privatisering werd hevig in vraag gesteld omdat ze enkel een eenmalige budgettaire opsmuk tot doel had, ten nadele van de overheidsfinanciën op middellange termijn. Dertig jaar lang zou de hoge huurprijs van 42,7 miljoen moeten worden betaald, jaarlijks indexeerbaar.
In de periode van 2005 tot 2008 werd de Financietoren volledig vernieuwd volgens plannen van Jaspers-Eyers. Breevast verwijderde het asbest en renoveerde het gebouw ingrijpend. Zo zijn onder meer de betonnen liftkokers aan de buitenkant vervangen door liftinstallaties centraal in de toren. De kost van de renovatie bedroeg 325 miljoen euro. Tegen juni 2008 moest het gebouw opnieuw plaats bieden aan 4.600 ambtenaren van Financiën.
Breevast en ZPG verkochten de Financietoren begin 2020 aan het Zuid-Koreaanse Meritz Securities en dochterbedrijf Valesco Group. De verkoopprijs van 1,2 miljard euro bracht aan het licht hoe nadelig de operatie was geweest voor de Belgische schatkist. De verkopers boekten rond de 600 miljoen euro winst en de kopers hadden nog steeds een fraai huurrendement van 5%.

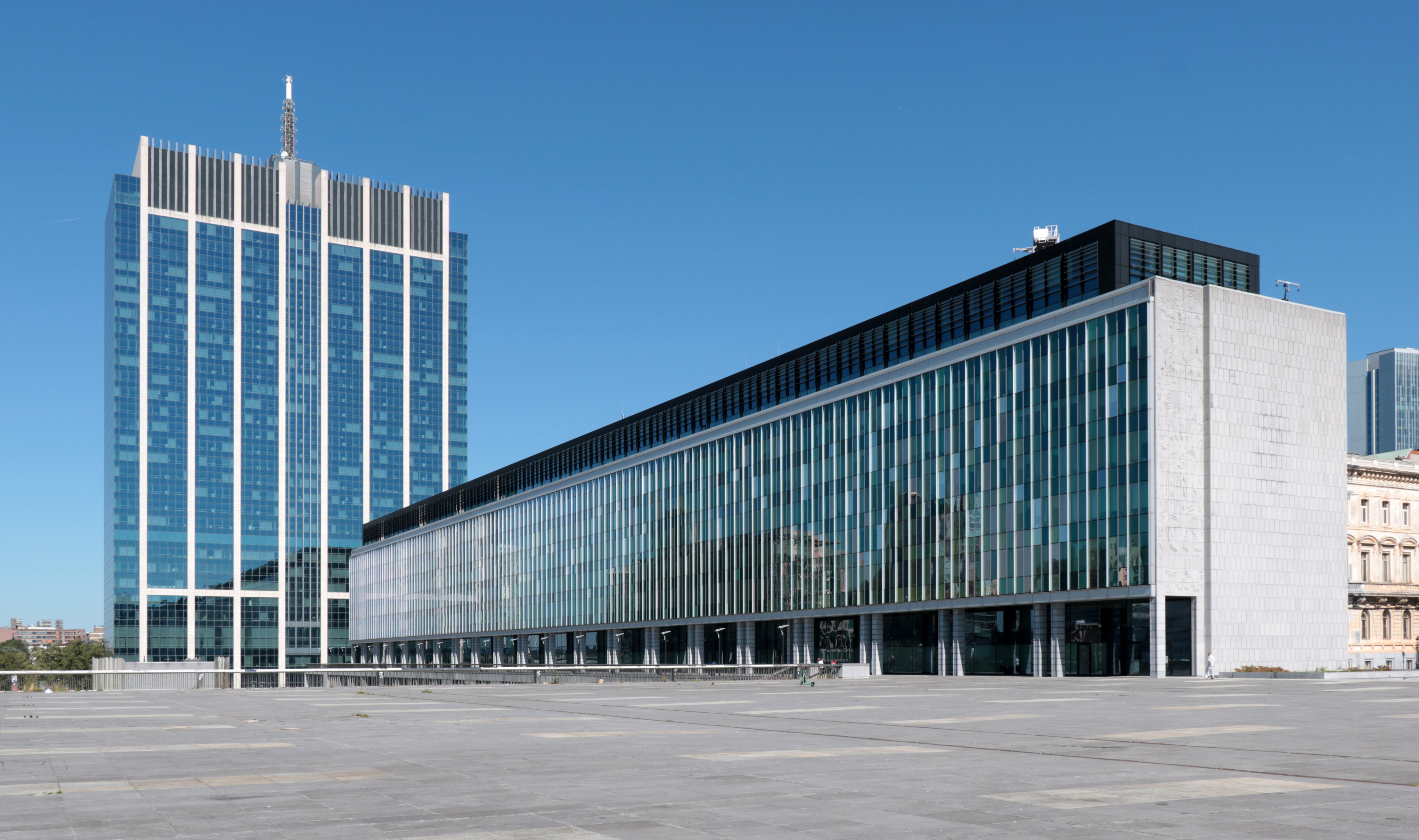
De Financietoren en het Rijksadministratief Centrum.

## Kritiek van het Rekenhof
De verkooptransactie werd door het Rekenhof in een rapport van 2006 fel bekritiseerd. Het hof vond het niet passend dat Breevast zelf vooraf de terughuur mocht dicteren; bij latere verkopen bepaalde de overheid die prijs. De terughuur van de Financietoren werd herhaaldelijk bijgestuurd omdat de sanering uiteindelijk ruim € 300 miljoen kostte. De eerste huur van € 43 miljoen per jaar zou intussen oplopen tot bijna € 50 miljoen, of minstens tot € 900 per ambtenaar per maand, vergelijkbaar met de huurprijs van een behoorlijke woning. Het contract loopt tot in 2031 en zal tegen dan meer dan een € 1 miljard kosten. Het Rekenhof was ook kritisch over de consultants die door de regering werden ingezet. Die rekenden op papier € 372.200 aan kosten, maar met allerlei 'meerprestaties' liep dat op tot het dubbele.

## Fraudezaak
De Bijzondere Belastinginspectie kwam op het spoor dat Breevast 4,8 miljoen euro commissies had betaald aan de Belgische lobbyisten Rony Van Goethem en Hugo De Roeck. Ze hadden dit geld versluisd en gedeeld met Michel Bellemans, een vroegere adviseur van op het kabinet van Rik Daems en tevens vice-voorzitter van de Federale Participatie- en Investeringsmaatschappij. Ook zoon Yves Van Goethem was onder de begunstigden. Na een lange procedureslag werd het viertal uiteindelijk niet vervolgd voor corruptie, wel voor belastingfraude en witwassen. Eind 2010 veroordeelde de correctionele rechtbank van Gent Bellemans tot vier jaar cel, maar het Hof van Beroep bracht dit op 9 februari 2012 terug tot een eenvoudige schuldigverklaring wegens overschrijding van de redelijke termijn. Op 16 februari 2016 veroordeelde de Brusselse strafrechtbank Yves Van Goethem en Hugo De Roeck voor schriftvervalsing, belastingontduiking en witwassen, maar ook zij kwamen er vanaf met voorwaardelijke straffen door overschrijding van de redelijke termijn.

## Galerij

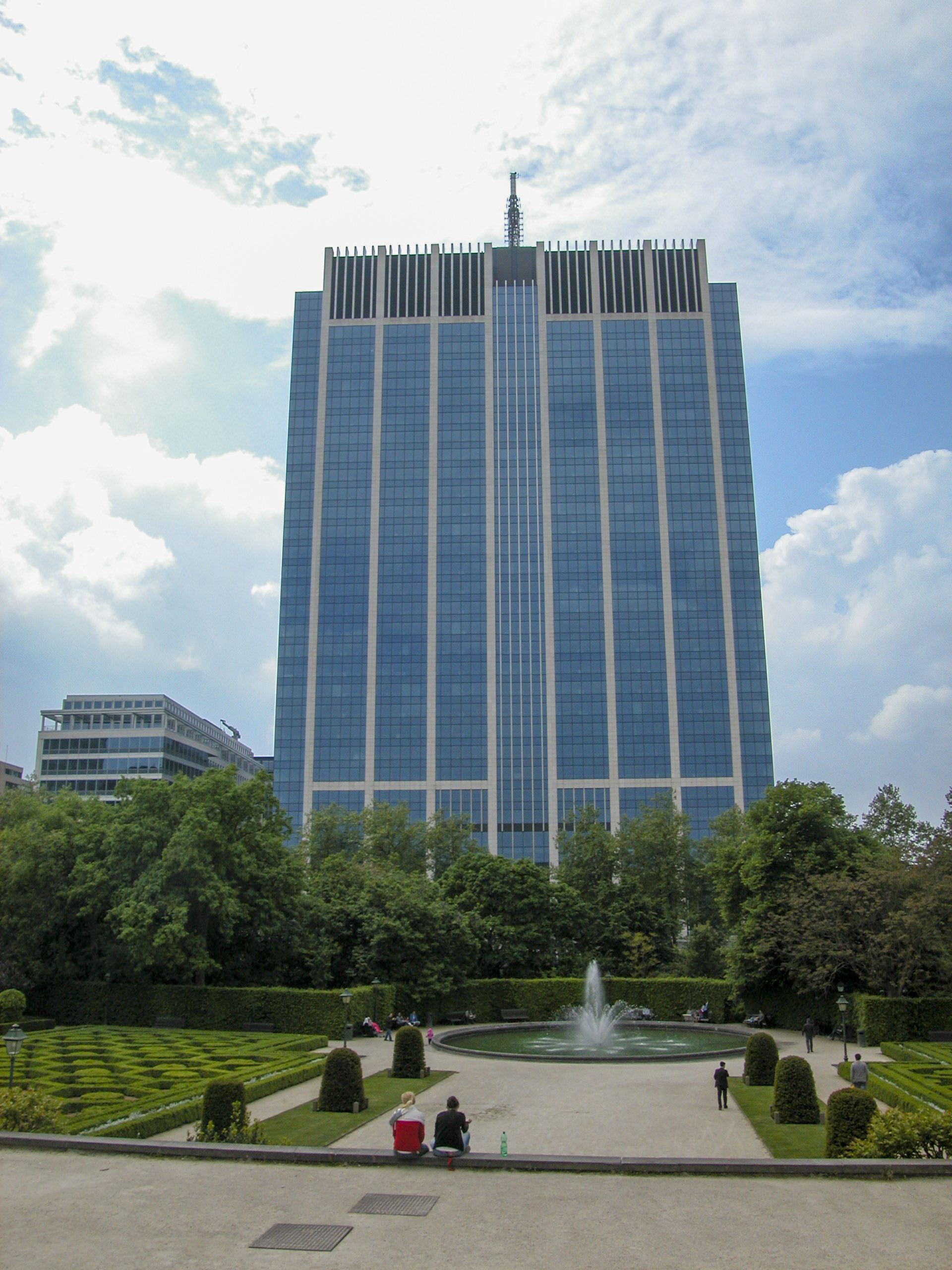
De Financietoren in 2014
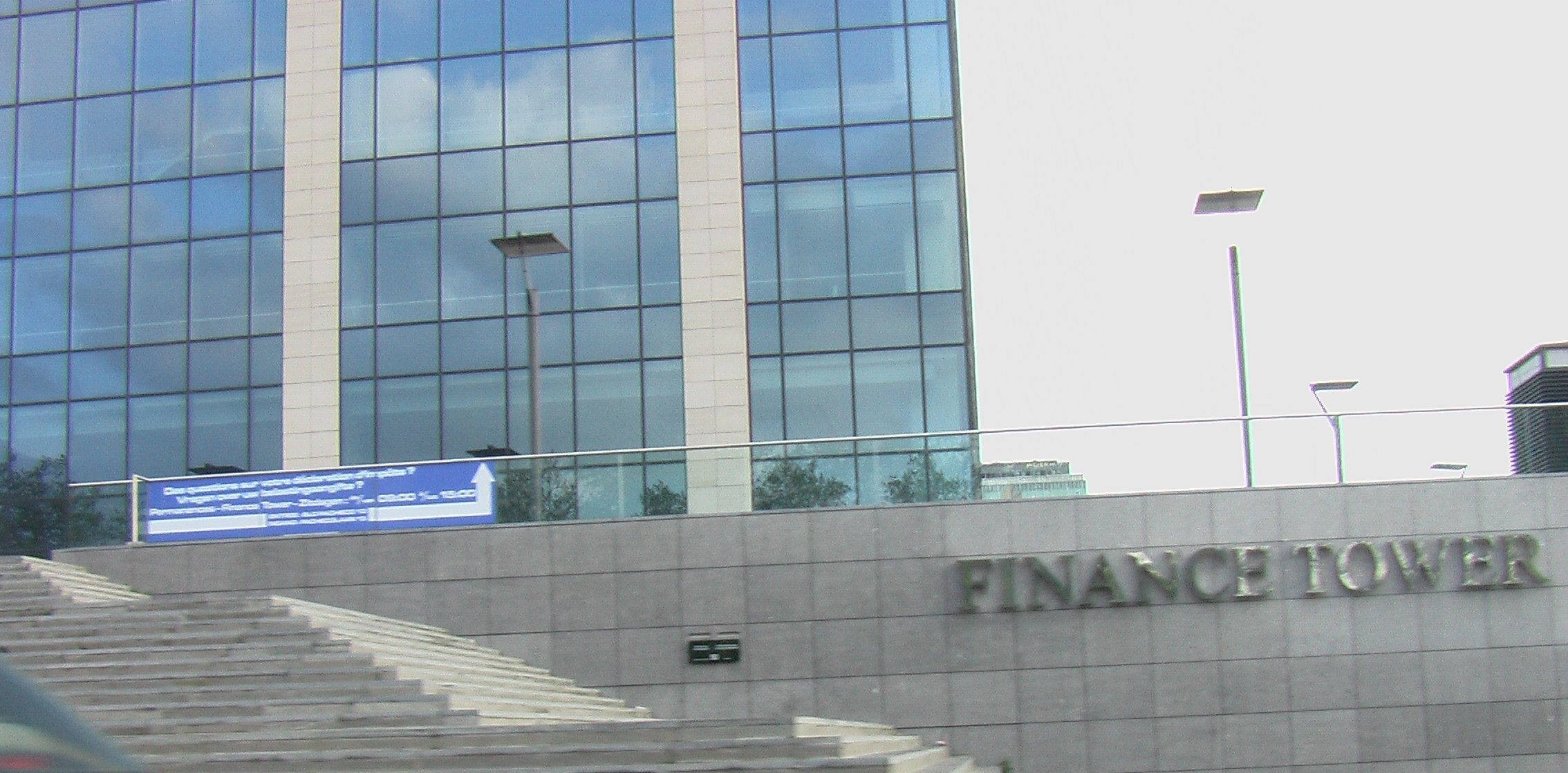
Ingang Financietoren
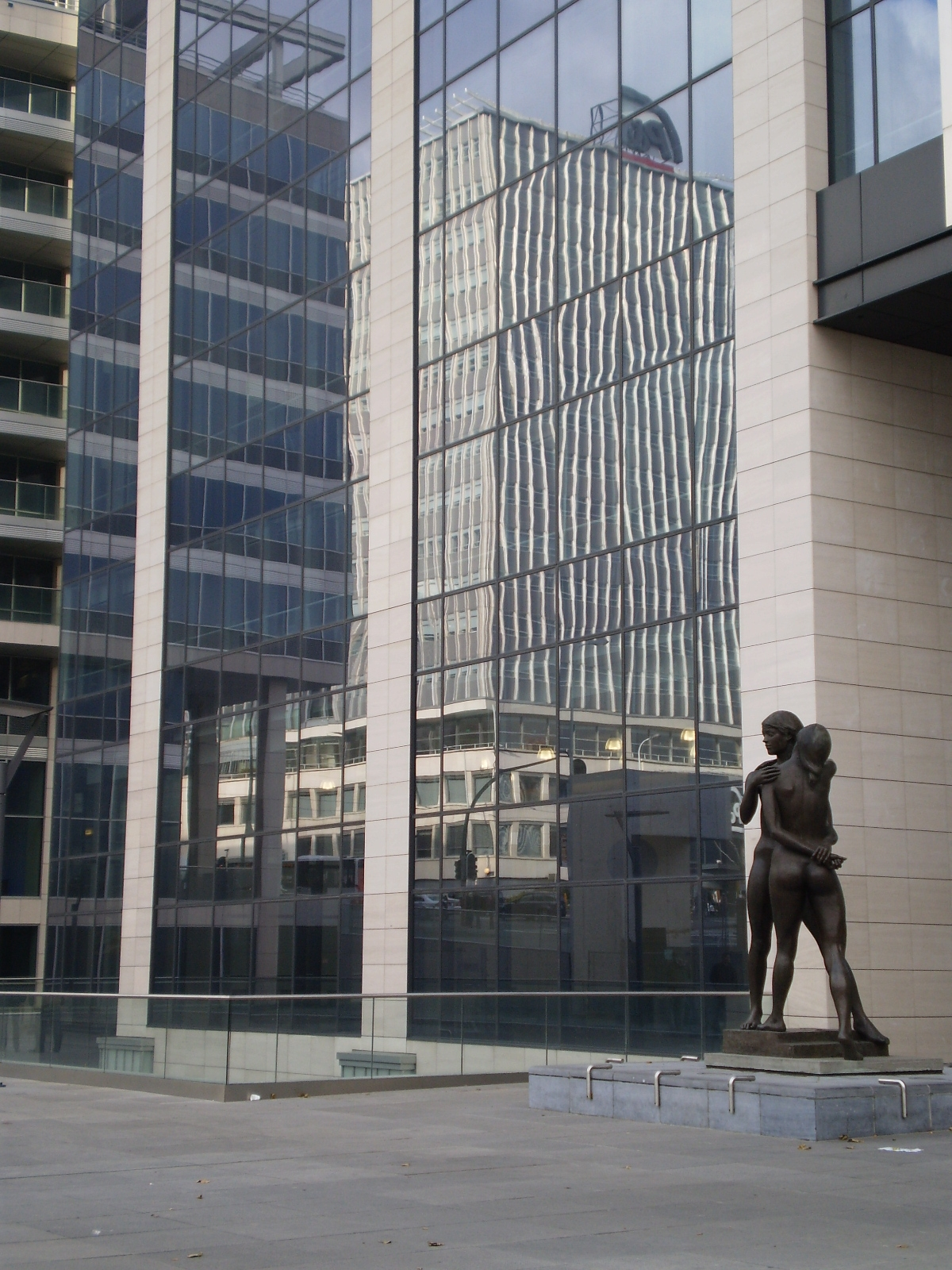
Standbeeld van Nat Neujean voor de Financietoren
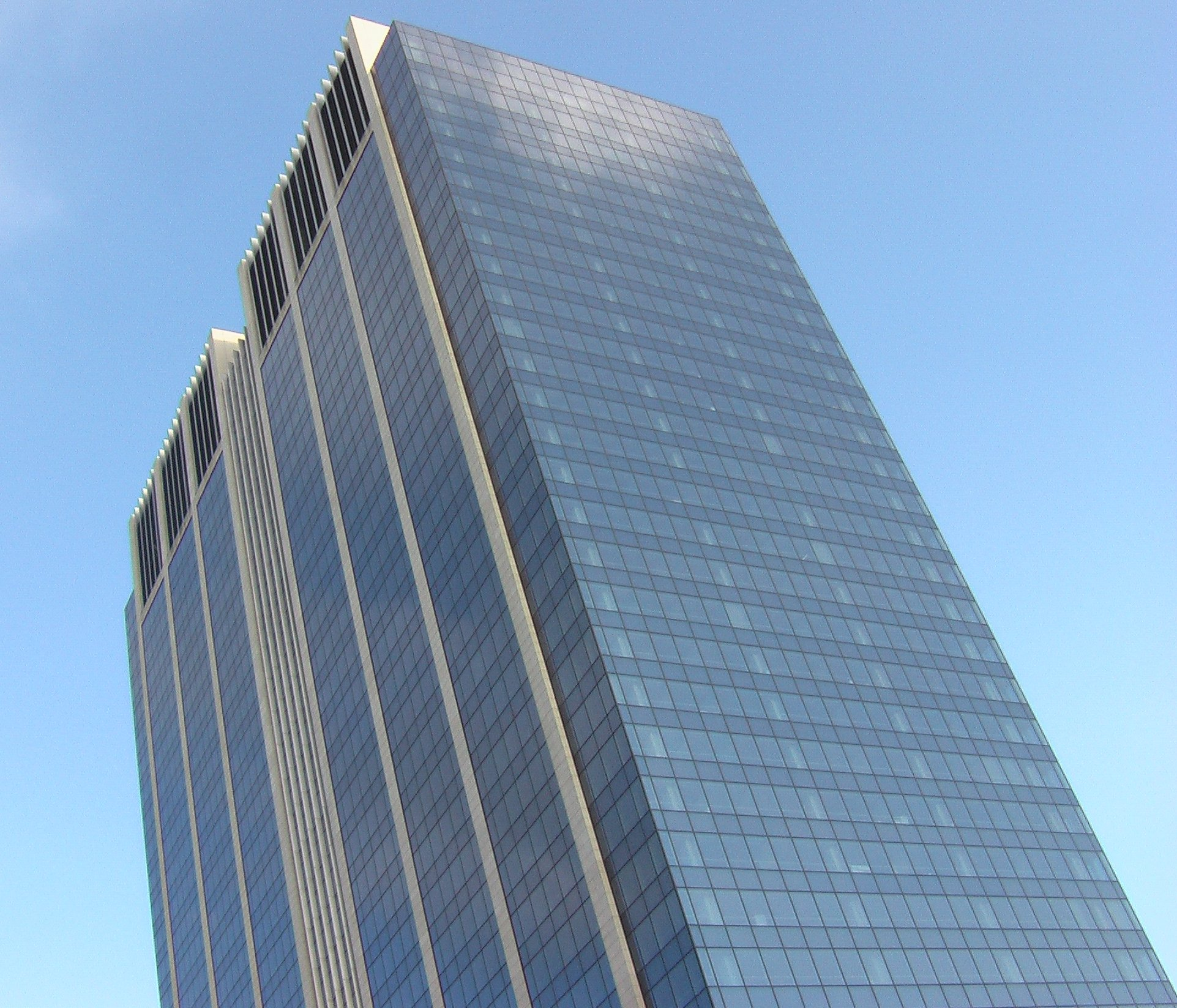
De Financietoren in 2009
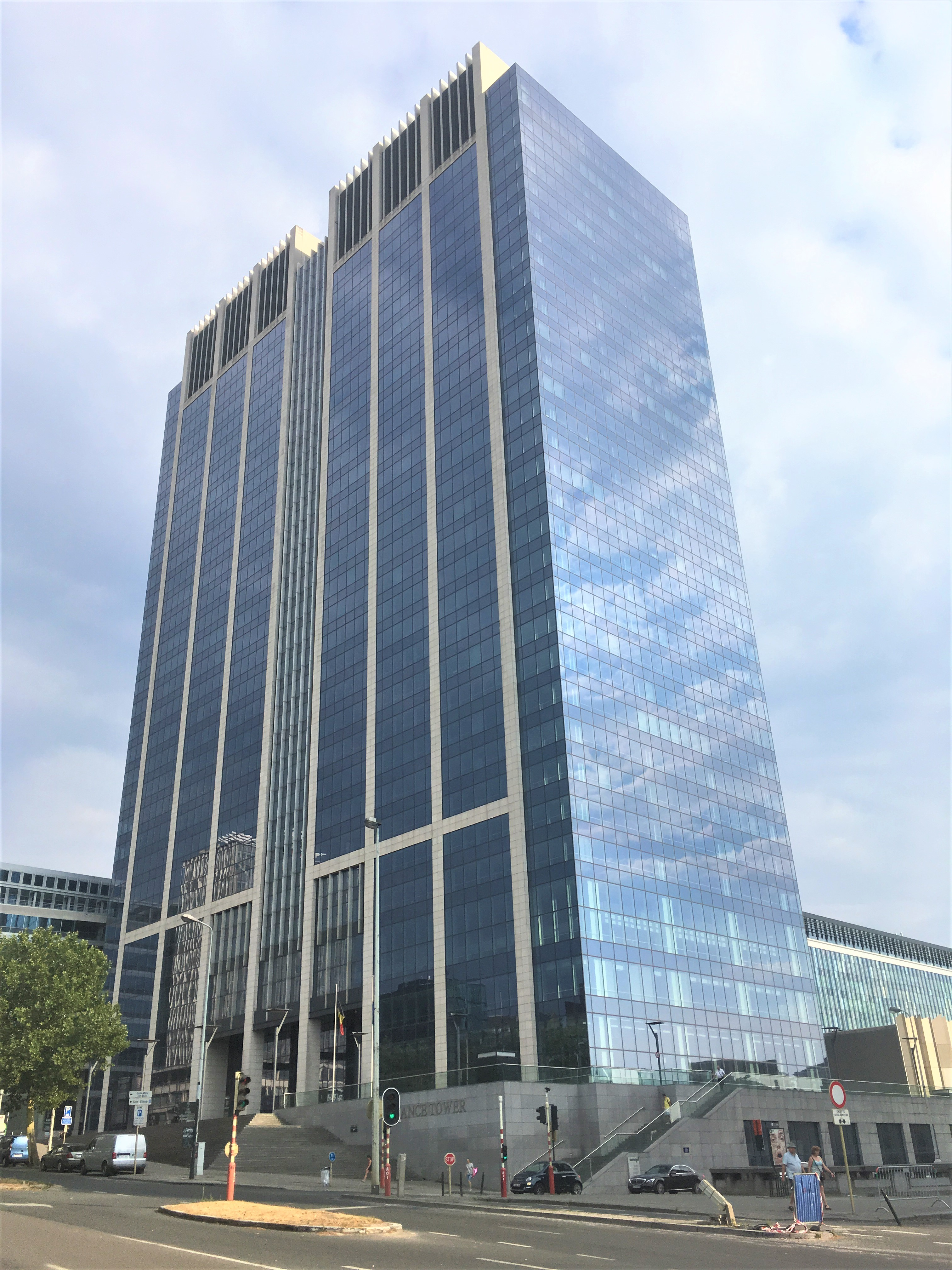
De Financietoren in 2018